# 9×21 IMI
9×21 IMI je sodoben pištolski naboj, namenjen civilni uporabi. Izdelalo ga je izraelsko podjetje Israel Military Industries (IMI) leta 1984, namenjeno pa je trgom, kjer je prepovedano vojaško in policijsko strelivo 9x19 Parabellum. 
Tako je prodaja in celo transport preko ozemlja Italije streliva 9 x 19 mm prepovedan, zaradi česar je v Italiji najbolj priljubljen kaliber 9 x 21 mm.
Sam naboj ima povsem enake specifikacije kot naboj 9x19 mm, le da je dolžina tulca za 2 mm daljša. Skupna dolžina naboja pa sicer ostaja enaka, saj leži krogla pri tem naboju globlje v tulcu.